# Ciołkowie

Herb Ciołek

Ciołkowie herbu Ciołek – polski ród rycerski.

## Historia
W drugiej połowie XIV w. na znaczeniu zyskała gałąź z Żelechowa i Ostrołęki tejże rodziny, dzięki Andrzejowi Ciołkowi, wojewodzie księcia mazowazowieckiego Janusza I a także jego synowi Stanisławowi Ciołkowi, podkanclerzemu Władysława II Jagiełły, poecie i biskupowi poznańskiemu.
Z roku 1458 pochodzi informacja o dziale dóbr po Andrzeju Ciołku z Żelechowa między synów. W wyniku tego podziału Żelechów, Wilczyska, Wola Żelechowska i Kembłów  (dziś Kębłów) wraz z innymi  miejscowościami przypadły Andrzejowi. Lepiej uposażony został Mikołaj, który w samym powiecie stężyckim otrzymał Łaskarzów, Sobolów, Krempe, Pilczyn, Wirzbiny, Bajce i Wojcieszków. 
Andrzej miał trzech synów: Jana, Andrzeja i Stanisława. 
W wyniku podziałów majątkowych dobra żelechowskie po roku 1515 stały się przedmiotem konfliktu rodzinnego między Janem Ciołkiem a jego przyrodnim bratem, Feliksem z Zielonki, starostą łukowskim.

## Siedziby
Siedzibą rodową Ciołków był Żelechów i tamtejszy zamek w formie wieży obronnej. Do Ciołków do XVI wieku należała też siedziba w miejscu zamku w Wilczyskach.